# یوگنی فافانوف
یوگنی فافانوف (انگلیسی: Yevgeny Feofanov; ۲۲ آوریل ۱۹۳۷ – ۲۹ مارس ۲۰۰۰) بوکسور اهل روسیه بود.